# Wara Seoni
Wara Seoni là một thành phố và khu đô thị của quận Balaghat thuộc bang Madhya Pradesh, Ấn Độ.

## Nhân khẩu
Theo điều tra dân số năm 2001 của Ấn Độ, Wara Seoni có dân số 22.966 người. Phái nam chiếm 51% tổng số dân và phái nữ chiếm 49%. Wara Seoni có tỷ lệ 76% biết đọc biết viết, cao hơn tỷ lệ trung bình toàn quốc là 59,5%: tỷ lệ cho phái nam là 82%, và tỷ lệ cho phái nữ là 70%. Tại Wara Seoni, 12% dân số nhỏ hơn 6 tuổi.